# Dejanice
Dejanice és una òpera en quatre actes composta per Alfredo Catalani sobre un llibret italià d'Angelo Zanardini. S'estrenà al Teatre alla Scala de Milà el 17 de març de 1883, dirigida per Franco Faccio.
Es tracta d'un drama de rerefons històric, en el que es representa el conflicte d'amor entre dues dones, una de les quals se sacrifica per assegurar la felicitat de la rival i l'home al que estima.	